# Orawka
Orawka (slowakisch Orávka, ungarisch Oravka) ist eine Ortschaft mit einem Schulzenamt der Gemeinde Jabłonka im Powiat Nowotarski der Woiwodschaft Kleinpolen in Polen.

## Geographie
Der Ort liegt am Bach Czarna Orawa in den Saybuscher Beskiden.

## Geschichte
Der Ort liegt in der Landschaft Arwa, die bis 1918 zum Königreich Ungarn gehörte. Er wurde im Jahre 1585 auf Initiative von Franziskus Thurzo als Orawka Niżna gegründet. Der Gründer und der erste Schultheiß war Jerzy Wilga, die Siedler kamen hauptsächlich aus der Umgebung von Saybusch (Polen).
Der Ort wurde in den Jahren 1604–1606 wegen des Aufstands von Stephan Bocskai verheert und fast gleichzeitig von Mikołaj Komorowski angegriffen (1604–1605), der die Flüchtlinge von seinen Saybuscher Gütern bestrafen wollte.
Im 16. und 17. Jahrhundert erfolgte in Arwa die Reformation. Im Jahre 1614 wurde die lutherische Kirche erbaut, aber im Jahre 1651 wurde für das ganze nördliche Arwa eine römisch-katholische Pfarrei errichtet (im Erzbistum Esztergom, seit 1776 Bistum Spiš, seit 1920 Bistum Krakau) und das Dorf wurde das Zentrum der Rekatholisierung. Unter dem Priester Jan Szczęchowicz von Ratułów wurde die heutige Holzkirche erbaut (um 1651–1659), dabei eine Schule und Krankenhaus für Armen.
1918, nach dem Ende des Ersten Weltkriegs und dem Zusammenbruch der k.u.k. Monarchie, kam das Dorf zur neu entstandenen Tschechoslowakei. Auf Grund der Tschechoslowakisch-polnischen Grenzkonflikte im Arwa-Gebiet wurde der Ort 1920 dann aber der Zweiten Polnischen Republik zugesprochen. Zwischen den Jahren 1920 und 1925 gehörte es zum Powiat Spisko–Orawski, ab 1. Juli 1925 zum Powiat Nowotarski. Im Jahre 1921 hatte die Gemeinde 146 Häuser mit 657 Einwohnern, davon 655 Polen, 1 Deutsche, 1 anderer Nationalität, 653 römisch-katholische, 4 israelitische.
Von 1939 bis 1945 wurde das Dorf ein Teil des Slowakischen Staates.
Von 1975 bis 1998 gehörte Orawka zur Woiwodschaft Nowy Sącz.

## Sehenswürdigkeiten
- Holzkirche, erbaut in der Mitte des 17. Jahrhunderts
- Ehemalige Färberei (18. Jahrhundert)

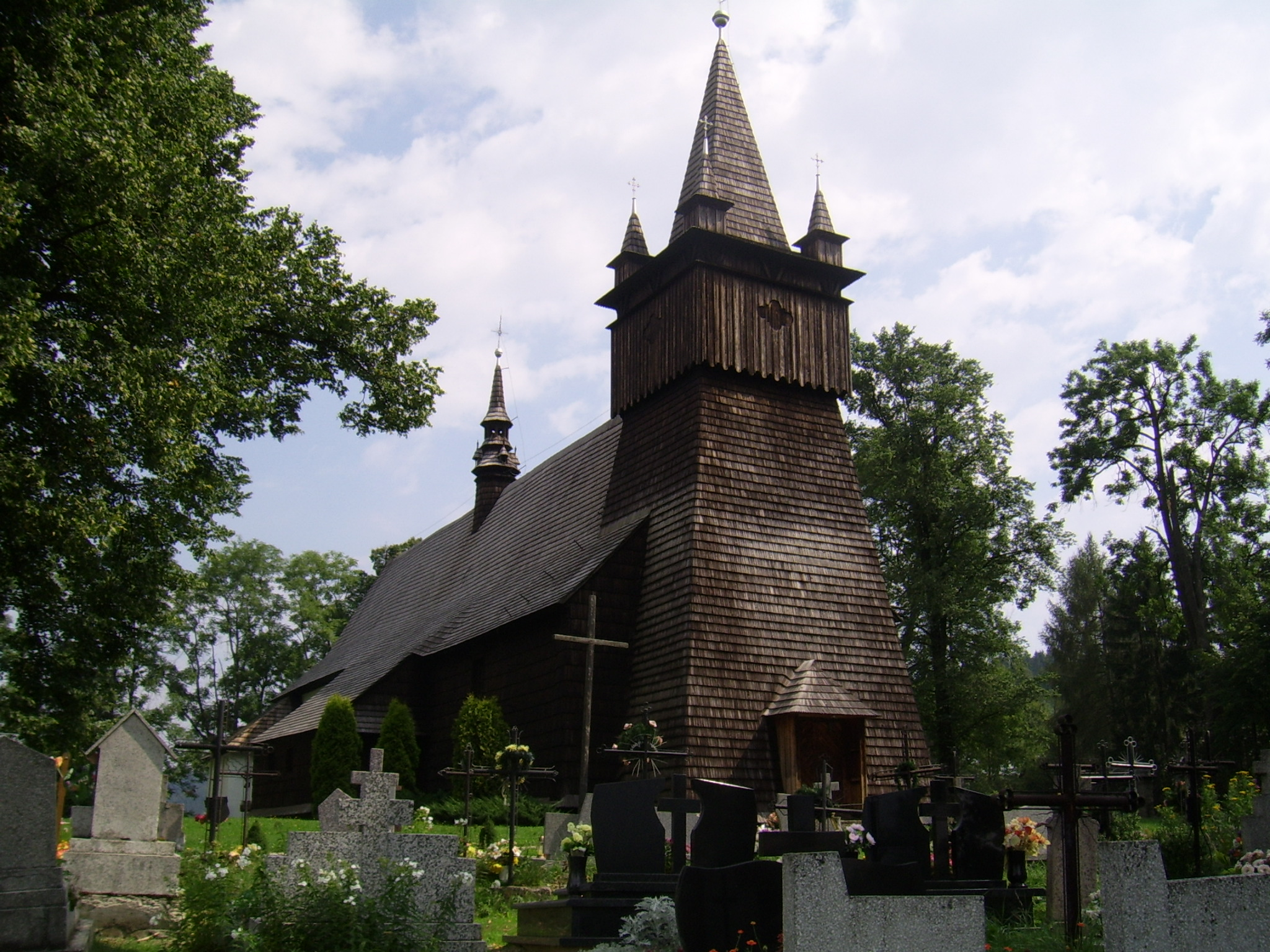
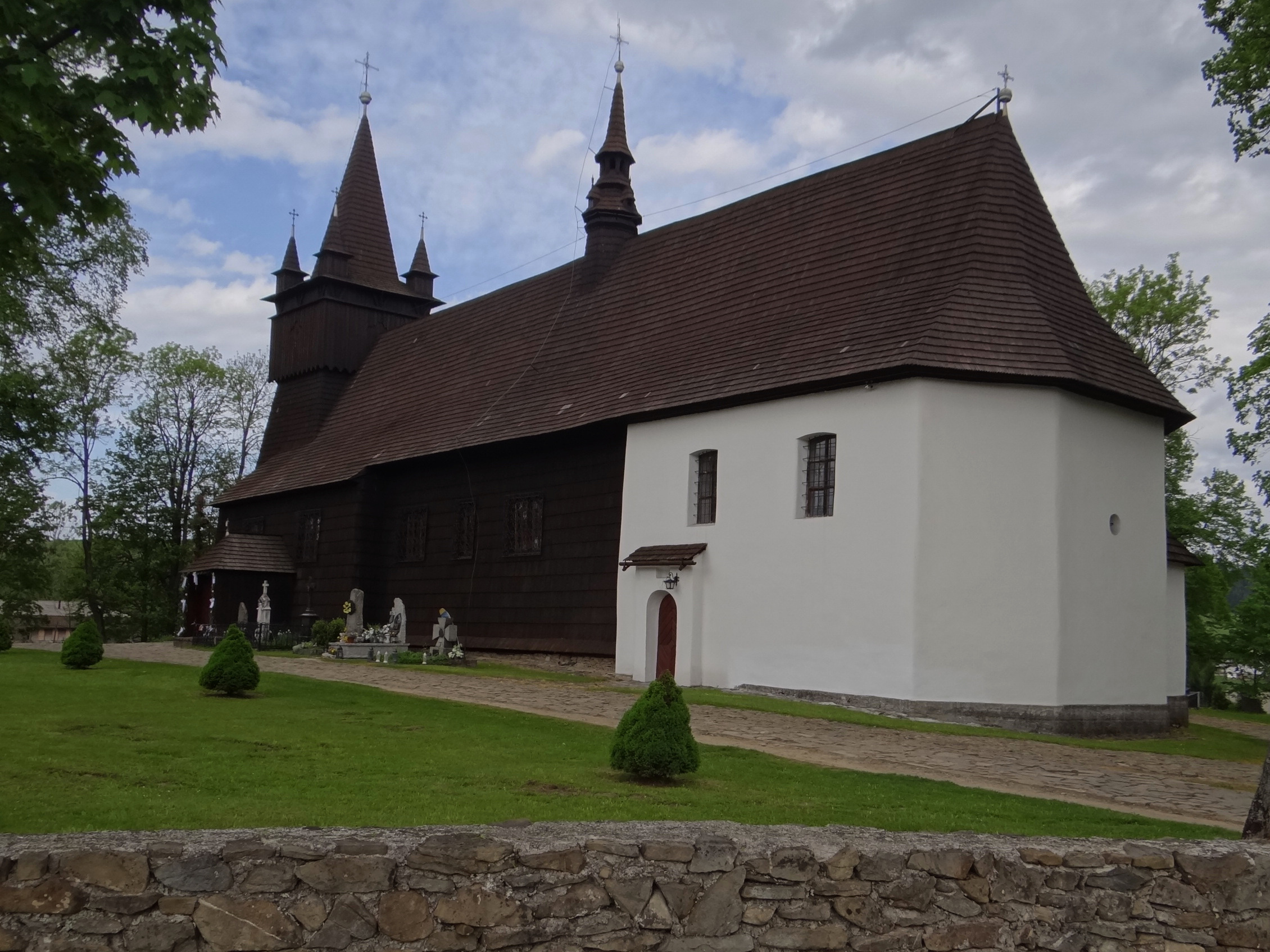

## Persönlichkeiten
- Ján Bernolák (1827–1893), slowakischer Soldat und Beamte

## Verkehr
Durch Orawka verläuft die Staatsstraße DK 7, die Krakau mit Chyżne und der Slowakei verbindet.